# Triolo (stacja metra)
Triolo – stacja metra w Lille, położona na linii 1. Znajduje się w Villeneuve-d’Ascq, w dzielnicy Triolo. Obsługuje głównie centrum handlowe Triolo i znajduje się w pobliżu miejskiego basenu Villeneuve-d’Ascq i uczelni Triolo.
Oddana została do użytku w 1982 jako część odcinka Quatre cantons - Hôtel de ville, oficjalnie zainaugurowanego 25 kwietnia 1983 przez ówczesnego prezydenta Republiki Francuskiej François Mitterranda.